# Martapura
Martapura este un oraș din Indonezia. Este reședința regenției Banjar.